# Dera Baba Nanak
Dera Baba Nanak is een nagar panchayat (plaats) in het district Gurdaspur van de Indiase staat Punjab. 

## Demografie
Volgens de Indiase volkstelling van 2001 wonen er 7.493 mensen in Dera Baba Nanak, waarvan 52% mannelijk en 48% vrouwelijk is. De plaats heeft een alfabetiseringsgraad van 75%. 